# Premio Franz Kafka
El Premio Franz Kafka es un premio literario internacional que se entrega anualmente en honor al novelista en lengua alemana Franz Kafka. El premio, otorgado por primera vez en 2001, es organizado por la Sociedad Franz Kafka en la ciudad de Praga (República Checa) y está patrocinado por el presidente del Senado checo y el alcalde de Praga. En una presentación que se realiza cada año a finales de octubre en la Ciudad Vieja (Praga), coincidiendo con el Día de la Independencia de la República Checa, el galardonado recibe 10 000 dólares estadounidenses, un diploma y una estatuilla de bronce, reproducción en miniatura del monumento a Kafka en Praga.
Entre los criterios que debe cumplir la obra para poder ganar el premio se incluyen "el carácter humanista y su contribución a la tolerancia cultural, nacional, lingüística y religiosa, su carácter existencial, intemporal, su validez humana y su capacidad para recoger un testimonio sobre nuestro tiempo."
Este galardón no está relacionado con el Premio Janet Heidinger Kafka, que otorga la Universidad de Rochester en Estados Unidos.

## Galardonados
| Año  | Nombre           | Nacionalidad    |
| ---- | ---------------- | --------------- |
| 2001 | Philip Roth      | Estados Unidos  |
| 2002 | Ivan Klíma       | República Checa |
| 2003 | Péter Nádas      | Hungría         |
| 2004 | Elfriede Jelinek | Austria         |
| 2005 | Harold Pinter    | Reino Unido     |
| 2006 | Haruki Murakami  | Japón           |
| 2007 | Yves Bonnefoy    | Francia         |
| 2008 | Arnošt Lustig    | República Checa |
| 2009 | Peter Handke     | Austria         |
| 2010 | Václav Havel     | República Checa |
| 2011 | John Banville    | Irlanda         |
| 2012 | Daniela Hodrová  | República Checa |
| 2013 | Amos Oz          | Israel          |
| 2014 | Yan Lianke       | China           |
| 2015 | Eduardo Mendoza  | España          |
| 2016 | Claudio Magris   | Italia          |
| 2017 | Margaret Atwood  | Canadá          |
| 2018 | Ivan Wernisch    | República Checa |
| 2019 | Pierre Michon    | Francia         |
| 2020 | Milan Kundera    | República Checa |
| 2021 | Ivan Vyskočil    | República Checa |